# الأميرة إيزابيلا من بارما
الأميرة إيزابيلا من بارما (بالإسبانية: Isabel de Borbón-Parma)‏ (و. 1741 – 1763 م) هي أرستقراطية إسبانية، توفيت في فيينا، عن عمر يناهز 22 عاماً، بسبب جدري.

## معرض صور

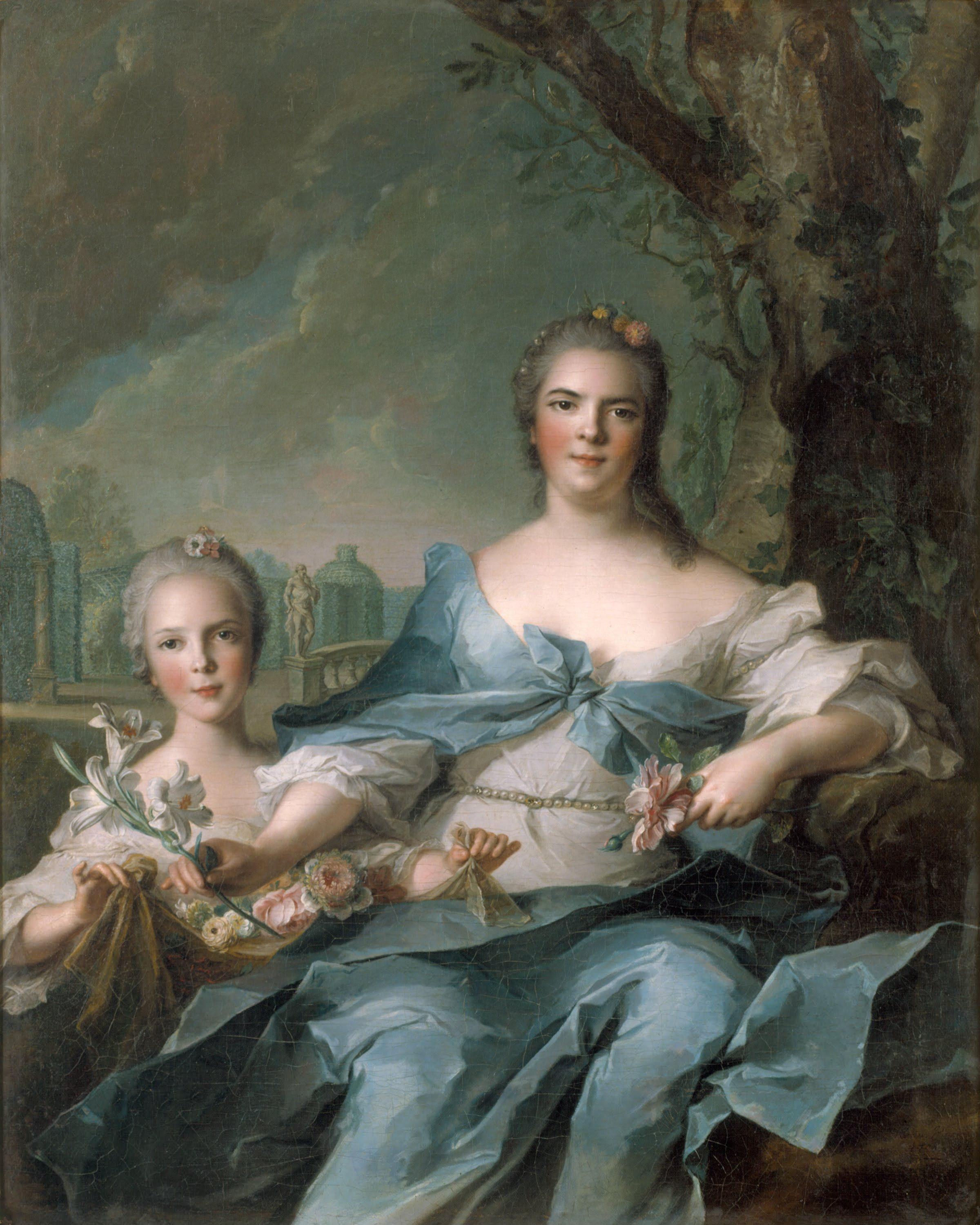
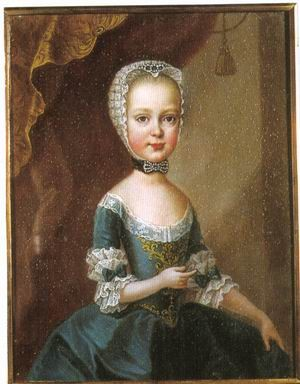
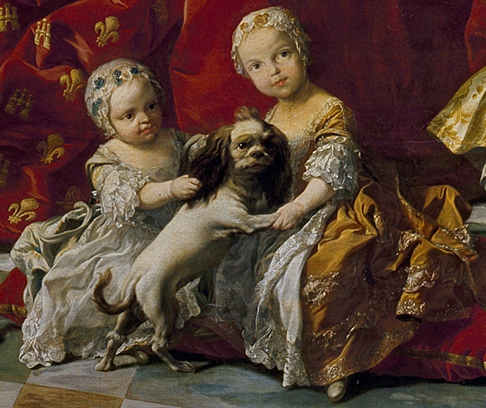
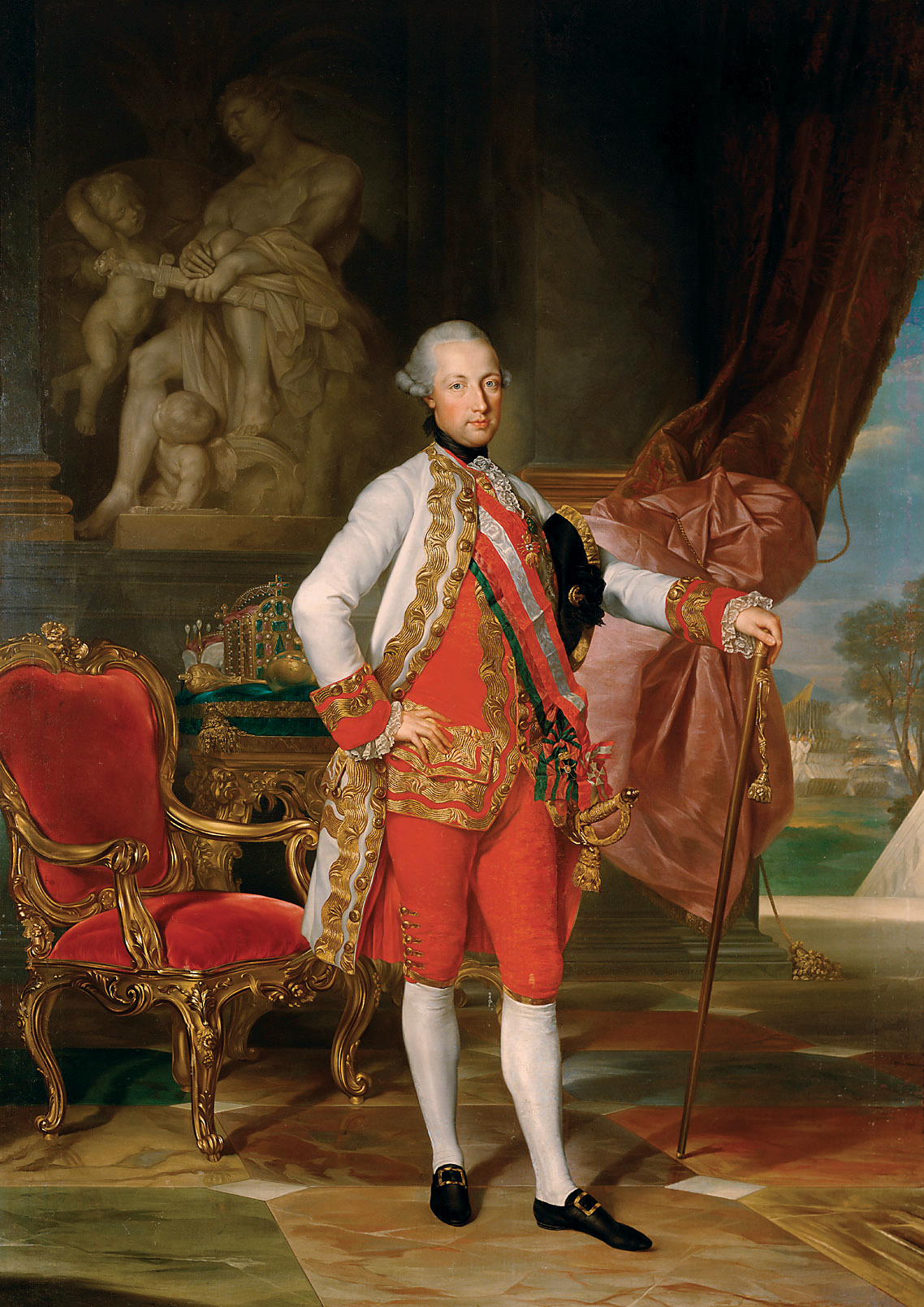